# 提格雷语
提格雷语（吉茲語： tigre 或 ትግሬ tigrē，Xasa）屬於亞非語系閃語族中的一個成員，從吉茲語演變出來，與阿姆哈拉语關係密切，并一樣使用吉茲字母來拼寫。提格雷語使用在厄立特里亚的中北部的提格雷人主要使用的语言，並及蘇丹东部等地區，目前提格雷語全部使用人口大約有1百萬人，该族群同时使用阿拉伯语。
不要把“提格雷人”与其南方的的邻居——埃塞俄比亚和厄立特里亚的提格雷尼亚人混为一谈。现在被命名为提格雷地区（英語：Tigray Region）的埃塞俄比亚北部省是提格雷尼亚人的土地。提格雷尼亚人所说的语言提格雷尼亞語（英語：Tigriyan）也源自吉茲語，但与提格雷语已分化出差異，尽管名称相似，被視爲同一語支下不同語言。

## 提格雷語語法
- 提格雷語語法

## 外部連結
- Ethnologue on Tigre （页面存档备份，存于）
- 多語網站提格雷语 （页面存档备份，存于）
- 非洲語言公司 （页面存档备份，存于）